# 燕子魚
燕子魚，是傳說中生活在台灣周遭海域的怪魚，外型跟燕子很像。

## 外表
據說燕子魚是由海燕所變成的魚，牠們有紅、黑兩種，黑色的稱之為「烏燕」，可以重達十幾斤，也是其中比較昂貴的。人們會把捕來的燕子魚曬乾保存。

## 真身
有人認為「燕子魚」的傳說，是人類對於類似外型的生物所做出來的歸納，而根據傳說對燕子魚的形容來看，牠們很有可能就是魟魚，特別是燕魟，台灣周遭海域過去有許多魟魚生存，直到現在也有漁民會捕魟魚。